# Листокрутка полохлива
Листокрутка полохлива (Ancylis achatana Den. u Schiff.) — метелик з родини листокруток. Шкідник сільського господарства, пошкоджує всі плодові культури.

## Опис
Метелик сріблясто-сірий, з темними і світлими штрихами і плямами на передніх крилах, задні крила бурувато-сірі. У самців на задньому краї крил є загин, в якому знаходиться пучок волосків, що виходять із основи крила. Розмах крил метелика — 16-20 міліметрів. Гусениці — 15 міліметрів завдовжки, забарвлення коричневе, тіло вкрите світлими волосками і бородавками. Голова і грудний щиток темно-коричневого або чорного кольору, із світлою смужкою посередині. Анальний щиток коричневий, іноді чорний. Грудні ноги чорні, черевні однакового кольору з тілом гусениці. Лялечка завдовжки 8 міліметрів, темно-коричнева, з чорними поперечними смужками на кожному сегменті черевця. На кінці черевця розташовано 10 маленьких гачечків.

## Екологія
Протягом вегетаційного періоду розвивається одне покоління. Зимують гусениці третього віку в розгалуженнях тонких обростаючих гілок, у павутинному коконі, звичайно, під сухим листочком, примотаним павутиною до гілки. Навесні, у квітні, коли середньодобова температура повітря досягне +10°С, гусениці пробуджуються від зимової сплячки і пошкоджують бруньки, які розпускаються. На ніч, а також при найменшій небезпеці вони ховаються в кокони, в яких зимували, тому і називаються полохливими. Гусениці пошкоджують бруньки, прогризаючи в них глибокі ямки, з яких виділяються крапельки прозорого соку. Це явище садоводи називають «плачем бруньок». Пізніше гусениці пошкоджують бутони, квітки, плоди, підгризають квітконіжки й плодоніжки, молоді пагони. На відміну від інших видів плодових листокруток гусениці полохливої листокрутки не скручують листя. Заляльковуються в червні в розгалуженнях гілок, іноді в зимових гніздах білана жилкуватого і золотогуза, а також у пустих коконах яблуневої склівки. Через 11-14 днів з лялечок виходять метелики. Одна самка відкладає до 160 яєць, розміщуючи їх по одному або по два-три вздовж центральної жилки листка як з верхнього, так і з нижнього боку. Яйця овальної форми, округлі, нагадують маленьку крапельку воску. Через 6-10 днів з яєць виходять гусениці, які плетуть собі павутинний намет, скелетуючи листя й вигризаючи шкірку плодів. Вони живляться протягом липня, двічі линяють і виростають до 5 міліметрів завдовжки, потім впадають у діапаузу і зимують. 
Поширена полохлива листокрутка в усіх зонах України.